# Kasztelania łukowska
Kasztelania łukowska – jednostka o charakterze administracyjno-sądowniczym, powstała w okresie średniowiecza i położona w ziemi łukowskiej, z grodem w Łukowie jako głównym ośrodkiem.

## Powstanie i kształt terytorialny
Pierwsza wzmianka o kasztelanie łukowskim pochodzi z 1258 r. Występuje on anonimowo w dokumencie, który książę Bolesław Wstydliwy wystawił w Zawichoście dla kockiego klucza dóbr, zwalniając go od ciężarów prawa książęcego. Dla porównania kasztelan sandomierski Jakub figuruje już pod rokiem 1198 r. W latach 1210–1230 na terenie ziemi sandomierskiej, z którą związany był Łuków, jako najdalej na wschód wysunięty bastion i bufor przed najazdami pogan (Jaćwingowie, Litwini, Prusowie) oraz Rusinów zostało utworzonych dziewięć innych kasztelanii. Kasztelania w Łukowie powstała więc stosunkowo późno. Zdaniem Zygmunta Wojciechowskiego jej istnienie było wypadkową starań księcia krakowsko-sandomierskiego Bolesława Wstydliwego o utworzenie na terenie Łukowa biskupstwa, prowadzącego chrystianizację Litwinów i Jaćwingów oraz obsługę duszpasterską peryferiów ziemi krakowskiej. Zakładając słuszność wspomnianej hipotezy należy stwierdzić, że kasztelania łukowska funkcjonowała od połowy XIII w., pełniąc rolę ośrodka władzy państwowej, działającego równolegle czy też paralelnie do utworzonej diecezji.
Co do samego biskupstwa należy podkreślić, że powołano je 13 lipca 1254 r. na mocy bulli „Ad audientiam nostram pervenit” papieża Innocentego IV. Sakrę biskupią miał otrzymać franciszkanin Bartłomiej z Pragi. Nie doszło do tego ze względu na działania Zakonu Krzyżackiego, które doprowadziły do wstrzymania prac nad rozwojem diecezji łukowskiej. Biskupstwo po raz drugi erygowano w lutym 1257 r. bullą papieża Aleksandra IV „Dilectus filius nobilis vir”. Istniało ono jedynie do sierpnia tegoż roku, kiedy to papież pod naciskiem Zakonu Krzyżackiego cofnął wszelkie pełnomocnictwa dla biskupa Batłomieja. Niewykluczone, że w grodzie łukowskim przebywali rycerze z zakonu templariuszy, jako zbrojne ramię biskupstwa.
Przypuszcza się, że terytorium kasztelanii łukowskiej wydzielono z ziem, które znajdowały się wcześniej we władaniu kasztelanów lubelskich bądź sieciechowskich. Poświęcony kluczowi kockiemu dokument z 1258 r., wskazuje, że poza kasztelanem łukowskim uprawnienia sądownicze na terenie Kocka i okolic posiadali inni sędziowie (castri iudices). Musieli być oni związani nie z nowo powstałym ośrodkiem łukowskim, ale znacznie starszym od niego, funkcjonującym już wcześniej. Wzmiankujący Kock dokument Konrada Mazowieckiego z 1239 r., umieszcza go w obrębie pewnego obszaru, określanego jako in pogost circa Lublyn. Oznacza to, że Kock wchodził w skład struktury terytorialnej, której centrum stanowił Lublin, a konkretnie kasztelania lubelska, pojawiająca się po raz pierwszy w źródłach pod rokiem 1227. Jest rzeczą prawdopodobną, że obszar klucza kockiego wykrojono w połowie XIII w. spod jurysdykcji kasztelanów lubelskich, przekazując go pod zwierzchnictwo nowo powstałej kasztelanii łukowskiej.
Inna z hipotez podkreśla, że włość kocką podporządkowano kasztelanom łukowskim wydzielając ją z ośrodka w Sieciechowie. Zdaniem Henryka Mierzwińskiego za przypuszczeniem tym przemawia fakt przynależności Sieciechowa i Łukowa do archidiakonatu radomskiego. Przynależność Łukowa potwierdzają rejestry świętopietrza z lat 1325–1327. W latach 40. XIII w. Lublin mógł być przejściowo opanowany przez księcia halicko-włodzimierskiego Daniela. Osoby podróżujące do Łukowa wykorzystywały zatem drogę prowadzącą od strony Radomia, przez Sieciechów i Kock.
W opinii Kazimierza Pacuskiego obszar kasztelanii łukowskiej mógł wchodzić w skład ziemi sieciechowskiej. Swoje stanowisko K. Pacuski argumentował faktem, że w XIII w. kasztelania łukowska była słabo zaludniona, z rozległymi pustkami osadniczymi, spowodowanymi najazdami pogan i Rusinów. W efekcie terytorium łukowskie podporządkowano na przeszło sto lat (koniec XIII – lata 80. XIV w.) ośrodkowi sieciechowskiemu, który w tym czasie rozwijał się bardzo dynamicznie, kontrolując szlak przeprawowy na środkowej Wiśle. Zgodnie z tą teorią Łuków miał uniezależnić się od Sieciechowa pod koniec XIV w., wiążąc się z ziemią lubelską.

## Obsada
Pierwszym wyszczególnionym imiennie kasztelanem łukowskim był Racibor. Poległ on w bitwie pod Bogucinem w czerwcu 1273 r., gdzie książę Bolesław Wstydliwy rozbił wojska Władysława opolskiego. Racibor walczył jako stronnik księcia krakowsko-sandomierskiego. Zdaniem Oskara Haleckiego rycerz ten pochodził z małopolskiego rodu Radwanitów.
O. Halecki nie podał jednak żadnych wiarygodnych dowodów, mogących uprawdopodobnić jego tezę. Opierał się natomiast na hipotezach (identyfikacja na podstawie zbieżności imienia, pomoc Radwanitów, jakiej udzielili Bolesławowi Wstydliwemu w walce z Władysławem opolskim), niemożliwych do weryfikacji, wskutek niedostatku materiału źródłowego. Prawdopodobny natomiast wydaje się innym domysł. Otóż Bolesław Wstydliwy musiał cenić osobiste przymioty Racibora, takie jak męstwo czy honor, oddając w jego ręce tak ważną kasztelanię pograniczną, jaką niewątpliwie był ośrodek w Łukowie. Bronił on od północy Lubelszczyzny i Sandomierszczyzny przed najazdami pogan i Rusinów.
Dzieje kasztelanii łukowskiej w latach 1273–1373 są niemożliwe do zrekonstruowania ze względu na brak źródeł. Nie wiadomo, kto w tym okresie zarządzał kasztelanią i czy istniała ona jako samodzielna jednostka administracyjno-sądownicza. Zdzisław Kaczmarczyk wysunął przypuszczenie, że w omawianym przedziale czasowym kasztelania łukowska nie była obsadzona, a kompetencje kasztelanów przejął położony w ziemi stężyckiej ośrodek w Zadybiu. Czy hipoteza Z. Kaczmarczyka nosi znamiona słuszności? Źródła wzmiankują wprawdzie trzech kasztelanów zadybskich, ale wystawiane przez nich dokumenty w najmniejszym nawet stopniu nie odnoszą się do ziemi łukowskiej. Generalnie hipoteza Z. Kaczmarczyka nie przekonuje. Można zatem powiedzieć, że przeniesienie urzędu kasztelańskiego z Łukowa do Zadybia nie miało uzasadnienia ani w kontekście administracyjnym, ani strategicznym (obrona granicy przez najazdami pogan i Rusinów).
Jak twierdzi O. Halecki stuletnia luka w dziejach czy też obsadzie kasztelanii łukowskiej wynika z faktu rzadkiego wystawiania dokumentów w tym pogranicznym grodzie. Inna z teorii zakłada, że kasztelanowie łukowscy ze względu na wykonywanie zadań o szczególnej ważności na pograniczu bardzo rzadko opuszczali podległe sobie terytorium. Nie przebywali zatem w otoczeniu królewskim bądź książęcym, nie występując wśród świadków (testatorów) dokumentów. W dokumencie z 9 września 1373 r. pojawia się kasztelan łukowski Piotr. Jest on jednym ze świadków wytyczenia granic pomiędzy wsiami Odechów i Kobylany. W dwa lata później urzędnik ten występuje jako świadek w dokumentach, które wystawiła królowa Elżbieta Łokietkówna. Pierwszy z dokumentów potwierdza prawo składu soli dla mieszkańców Sandomierza, zgodnie z drugim sołectwo w Jastkowicach otrzymał sołtys Mikołaj.
Fragmentaryczną wzmiankę poświęcają źródła Florianowi (Florianus Lucowsci). Figuruje on jako testator w sporze możnowładcy Klemensa i jego brata Tomasza. Zdziwienie budzi fakt, że Florian występuje wśród świadków na ostatnim, szóstym miejscu, nie posiada też tytułu kasztelańskiego (castellanus). Wydaje się mało prawdopodobne, aby człowiek ten pozostawał na urzędzie kasztelana.
Kolejny kasztelanów – Boksa z Olszowej, będący zarazem dziedzicem Kobylanki Dolnej i Górnej oraz części Klęczan wzmiankowany jest po raz pierwszy 15 września 1391 r., gdy odstępuje grunty Mikołajowi Wyczliczce. Na podstawie analizy źródeł można powiedzieć, że kasztelan Boksa nie mógł uporać się z problemami natury finansowej. Dążąc do spłaty długów sprzedał położony w diecezji krakowskiej jeden ze swych folwarków. Transakcja sprzedaży opiewała na kwotę 20 grzywien. Śmierć Boksy nastąpiła w 1401 bądź 1402 r. Zaabsorbowany procesami oraz problemami natury majątkowej raczej rzadko przebywał w Łukowie zajmując się sprawami kasztelanii.
Ostatni kasztelanowie łukowscy w średniowieczu to Niemierza i Stanisław z Obór herbu Pierzchała. Pierwszego wymieniają źródła w 1415 r., drugiego zaś w 1428 r. Warto podkreślić, że Stanisław z Obór piastował też godność kasztelana liwskiego, co poświadcza stosowny zapis w Księdze Ziemi Czerskiej z 9 lutego 1409 r. Reaktywacja kasztelanii łukowskiej nastąpiła w 1775 r., a urząd przypadł pisarzowi i publicyście politycznemu Jackowi Jezierskiemu herbu Nowina.

## Funkcje
Kasztelan łukowski nadzorował na podległym sobie terenie przestrzeganie przez ludność ciężarów oraz obowiązków wynikających z prawa książęcego. Kierował sprawami wojskowymi, w skład których wchodziła budowa oraz reparacja grodów, wraz z przewodniczeniem wyprawom pospolitego ruszenia. W jego gestii znajdowała się również obrona okręgu i grodu, ekspedycja, a także rąbanie przesieki. Inną kompetencją kasztelana było kontrolowanie regale bobrowego, a więc wyłącznego uprawnienia księcia bądź króla do polowania na bobry. Kasztelan posiadał także prerogatywy natury policyjnej oraz sądowniczej. Sądy sprawował osobiście, niekiedy zastępowali go sędziowie grodowi (iudices castri). Sąd kasztelański mógł ferować wyroki śmierci, orzekać kary okaleczenia (tzw. mutylacyjne), ponadto konfiskaty mienia. W trakcie targów kasztelan stał na czele tzw. sądu targowego. Wykrywał przestępstwa, ścigał winowajców, doprowadzał ich przed oblicze wymiaru sprawiedliwości. Do jurysdykcji urzędu kasztelańskiego zaliczała się również ochrona miru drogowego, w związku z czerpaniem dochodów z myt. Specyficzną funkcją kasztelana łukowskiego było kierowanie ośrodkiem władzy państwowej, działającym równolegle z utworzonym biskupstwem.
Warto podkreślić, że kompetencje kasztelana łukowskiego w XIII w., były odbiciem uprawnień, jakie urzędnicy ci posiadali na całym terytorium państwa polskiego. Istota wspomnianych kompetencji wiązała się z jurysdykcją o charakterze administracyjnym, kryminalnym oraz cywilnym. Nadzór administracyjny opierał się na prawie stanowionym, zaś kryminalny i cywilny zwyczajowym.

## Zanik kasztelanii
Na przełomie XIV/XV w. zakres władzy kasztelanów uległ znacznemu ograniczeniu. W ich gestii pozostało jedynie prawo do pobierania ceł, a także opłaty targowej. Kompetencje kasztelanów w zakresie administracji oraz sądownictwa zostały przejęte przez starostów. Pierwszym starostą na ziemi łukowskiej został sekretarz Wielkiego Księcia Litewskiego Witolda oraz sędzia ziemski poznański Mikołaj z Sepna.
W XIV w. kasztelania łukowska przestała być jednostką pograniczną, stając się typową strukturą terytorialną. Przyczyn takiego stanu rzeczy należy szukać w zaprzestaniu najazdów przez Rusinów oraz pogan. W efekcie ziemia łukowska zaczęła rozwijać się dynamicznie pod względem gospodarczym. Wpłynęły na to również przywileje biskupa krakowskiego Bodzanty i króla Kazimierza Wielkiego z lat 1359 i 1369. Urząd kasztelański w Łukowie został odnowiony w okresie Oświecenia. Otrzymał go pisarz polityczny i publicysta Jacek Jezierski herbu Nowina.